# Седелки
Седе́лки — опустевшая деревня Хлевенского района Липецкой области. Входит в состав Верхне-Колыбельского сельсовета.

## География
Расположен в пределах Средне-Русской возвышенности в подзоне лесостепи, на берегу реки Аржава. Находится примерно в 1,5 км от южной окраины села Верхняя Колыбелька.
Улица одна — Лесная.

## Население
| 2009 | 2010 |
| ---- | ---- |
| 0    | →0   |

## Инфраструктура
Обслуживается почтовым отделением 399268 в Верхней Колыбельке (Молодежная ул, 2).

## Транспорт
Просёлочные дороги.